# Estats del Brasil per superfície, població i densitat
Brasil és un estat federal organitzat en 26 estats i un districte federal que alberga la capital del país, Brasília.

Per que fa la superfície, l'estat més gran és l'Amazones mentre que el més petit és Sergipe i pel que fa la població, São Paulo n'és el més gran i Roraima el més petit

Mapa del Brasil

| 1. Acre 2. Alagoas 3. Amapá 4. Amazonas 5. Bahia 6. Ceará 7. Espírito Santo 8. Goiás 9. Maranhão 10. Mato Grosso 11. Mato Grosso do Sul 12. Minas Gerais 13. Pará | Paraíba Paraná Pernambuco Piauí Rio de Janeiro Rio Grande do Norte Rio Grande do Sul Rondônia Roraima Santa Catarina São Paulo Sergipe Tocantins |
| Districte Federal, 27. Distrito Federal | |

|    | Estat | Estat               | Estat | Capital        | Superfície        | Estat Comparable     | Població   | Estat Comparable     | Densitat           |
| -- | ----- | ------------------- | ----- | -------------- | ----------------- | -------------------- | ---------- | -------------------- | ------------------ |
| 1  |       | Acre                |       | Rio Branco     | 164.123,738 km²   | Surinam              | 881.935    | Fiji                 | 4,47 hab/km²       |
| 2  |       | Alagoas             |       | Maceió         | 27.843,295 km²    | Burundi              | 3.337.357  | Bòsnia i Hercegovina | 112,33 hab/km²     |
| 3  |       | Amapá               |       | Macapá         | 142.470,762 km²   | Tadjikistan          | 845.731    | Comores              | 4,69 hab/km²       |
| 4  |       | Amazones            |       | Manaus         | 1.559.168,117 km² | Mongòlia             | 4.144.597  | Panamà               | 2,23 hab/km²       |
| 5  |       | Bahia               |       | Salvador       | 564.722,611 km²   | Kenya                | 14.873.064 | Zimbàue              | 24,82 hab/km²      |
| 6  |       | Ceará               |       | Fortaleza      | 148.894,757 km²   | Bangladesh           | 9.132.078  | Tadjikistan          | 56,76 hab/km²      |
| 27 |       | Districte Federal   |       | Brasília       | 5.760,783 km²     | Brunei               | 3.015.268  | Armènia              | 444,07 hab/km²     |
| 7  |       | Espírito Santo      |       | Vitória        | 46.074,444 km²    | Estònia              | 4.018.650  | Croàcia              | 76,25              |
| 8  |       | Goiás               |       | Goiâna         | 340.125,715 km²   | República del Congo  | 7.018.354  | Bulgària             | 17,65 hab/km²      |
| 9  |       | Maranhão            |       | São Luís       | 329.642,170 km²   | Malàisia             | 7.075.181  | Laos                 | 19,81 hab/km²      |
| 10 |       | Mato Grosso         |       | Cuiabá         | 903.206,997 km²   | Veneçuela            | 3.484.466  | Uruguai              | 3,36 hab/km²       |
| 11 |       | Mato Grosso do Sul  |       | Campo Grande   | 357.145,535 km²   | Alemanya             | 2.778.986  | Lituània             | 6,86 hab/km²       |
| 12 |       | Minas Gerais        |       | Belo Horizonte | 586.521,121 km²   | Madagascar           | 21.168.791 | Sri Lanka            | 33,41 hab/km²      |
| 13 |       | Pará                |       | Belém          | 1.245.759,305 km² | Angola               | 8.602.865  | Papua Nova Guinea    | 6,07 hab/km²       |
| 14 |       | Paraíba             |       | João Pessoa    | 56.467,239 km²    | Croàcia              | 4.018.127  | Croàcia              | 66,70 inhab/km²    |
| 15 |       | Paraná              |       | Curitiba       | 199.305,236 km²   | Kirguizstan          | 11.433.957 | Bèlgica              | 52,40 inhab/km²    |
| 16 |       | Pernambuco          |       | Recife         | 98.068,021        | República de Corea   | 9.557.071  | Hondures             | 89,6389,63 hab/km² |
| 17 |       | Piauí               |       | Teresina       | 251.616,823 km²   | Equador              | 3.273.227  | Bòsnia i Hercegovina | 12,40 hab/km²      |
| 18 |       | Rio de Janeiro      |       | Rio de Janeiro | 43.750,423 km²    | Dinamarca            | 17.264.943 | Guatemala            | 365,23 hab/km²     |
| 19 |       | Rio Grande do Norte |       | Natal          | 52.809,602 km²    | Bòsnia i Hercegovina | 3.506.853  | Moldàvia             | 59,99 hab/km²      |
| 20 |       | Rio Grande do Sul   |       | Porto Alegre   | 281.707,151 km²   | Burkina Faso         | 11.377.239 | Cuba                 | 39,79 hab/km²      |
| 21 |       | Rondônia            |       | Porto Velho    | 237.765,233 km²   | Ghana                | 1.777.225  | Kosovo               | 6,58 hab/km²       |
| 22 |       | Roraima             |       | Boa Vista      | 224.273,831 km²   | Laos                 | 605.761    | Luxemburg            | 2,01 hab/km²       |
| 23 |       | Santa Catarina      |       | Florianópolis  | 95.730,921 km²    | Hongria              | 7.164.788  | Laos                 | 65,29 hab/km²      |
| 24 |       | São Paulo           |       | São Paulo      | 248.219,481 km²   | Guinea               | 45.919.049 | Argentina            | 166,25 hab/km²     |
| 25 |       | Sergipe             |       | Aracaju        | 21.926,908 km²    | Israel               | 2.298.696  | Armènia              | 94,35 hab/km²      |
| 26 |       | Tocantins           |       | Palmas         | 277.720,404 km²   | Burkina Faso         | 1.572.866  | Bahrain              | 4,98 hab/km²       |